# نامحسوس (مجموعه تلویزیونی کره جنوبی)
نامحسوس (انگلیسی: Untouchable; کره‌ای: 언터처블) یک مجموعه تلویزیونی محصول کره جنوبی سال ۲۰۱۷ با بازی جین گو، کیم سونگ کیون، جونگ اون جی و گو جون هی است. این مجموعه از ۲۴ نوامبر ۲۰۱۷ تا ۲۰ ژانویه ۲۰۱۸، روزهای جمعه و شنبه ساعت ۲۳:۰۰ (کی‌اس‌تی) از جی‌تی‌بی‌سی پخش شد.

## بازیگران

### اصلی
- جین گو در نقش جانگ جون سو، یک کارآگاه
- کیم سونگ کیون در نقش جانگ کی سو، برادر بزرگتر جون سو
- جونگ اون جی در نقش سو یی را، یک دادستان
- گو جون هی در نقش گو جا کیونگ، همسر کی سو و تنها دختر رئیس‌جمهور سابق